# Báseň v próze
Báseň v próze je obvykle považována za typ poezie, který se z hlediska zvukového a grafického jeví jako próza, tj. je psána jako próza bez veršového členění a nevyužívá obvyklých zvukových znaků poezie (rým, rytmus, byť např. nepostrádá zvukomalebnost řeči). Je ale psána s básnickým způsobem vyjadřování, neobvyklým, metaforickým a symbolickým jazykem, a vůbec důrazem na jazyk básně, je mimo jiné více obrazný a budí větší citový efekt.
Definice tohoto žánru je diskutabilní: báseň v próze může být také považována za typ prózy (protože většinou obsahuje vyprávění, charakteristický znak prózy, a mimo jiné také proto, že nechává na čtenáři, aby si zvolil svůj názor na objektivně předkládanou pravdu) nebo za úplně samostatný žánr, vzniklý sloučením prvků prózy a prvků poezie. Většina kritiků ale básně v próze řadí mezi poezii.
Báseň v próze jako žánr vznikla ve Francii v 19. století mezi hnutím dekadentů a symbolistů jako forma odporu proti extrémní přísnosti francouzské metriky (téměř jediným kritiky a veřejností uznávaným metrem byl alexandrín, ostatní veršové formy byly pokládány za podřadné). Za jeho vlastní vynálezce bývají pokládáni básníci Aloysius Bertrand a Charles Baudelaire, jehož Malé básně v próze (také pod názvem Pařížský splín) jsou také nejvýznamnějším a patrně nejznámějším příkladem tohoto žánru. Využívali ji i básníci jako Arthur Rimbaud, Stéphane Mallarmé, Francis Jammes či Lautréamont. Mimo francouzské dekadenty tuto formu používalo také britské dekadentní hnutí (například Oscar Wilde) a někteří modernisté.
Básni v próze se vybraností jazyka blíží také alegorický román Friedricha Nietzscheho Tak pravil Zarathustra, jako Básně v próze označil své poslední dílo také ruský spisovatel Ivan Sergejevič Turgeněv a řada dalších spisovatelů.
Modernistický básník Sherwood Anderson (1876 – 1941) vytvořil na podkladě básně v próze nový, byť velmi podobný žánr tzv. flash fiction, což by se dalo přeložit jako blesková povídka. Ta je definována jako povídka sice kratší než tisíc slov, ale mající všechny obvyklé znaky klasické povídky (protagonista, konflikt, komplikace, pointa). Rozdíl mezi básní v próze a flash fiction je ale tenký, někdy až nezřetelný.
V sedmdesátých a osmdesátých letech dvacátého století zkoušelo tuto formu mnoho amerických a vůbec anglicky píšících básníků včetně Allena Ginsberga. Ve dvacátém století obecně tato forma v zejména anglicky píšících časopisech doznala velkého rozšíření, tento okruh tvorby ale po tak krátké době asi ještě není možné zhodnotit.
Pokud jde o českou literaturu, krátké prózy v lyrickém stylu jí nebyly a nejsou cizí (vyskytují se hojně už v díle Karla Hynka Máchy, například v textu Pouť krkonošská), nicméně básně v próze přímo a cíleně byly psány až v devadesátých letech 19. století – Karel Hlaváček (pasáže ve Mstivé kantiléně a dalších dílech), Jiří Karásek ze Lvovic, Otokar Březina, Jakub Deml – a později po celé dvacáté století (Bohuslav Reynek, Vítězslav Nezval, Vladimír Holan, František Halas a řada dalších autorů).

## Ukázka
Ovšem že byl rovněž pietistou drobných japonerií, už jako adorátor všeho jemného a vybraného. Ač byl přesvědčen, že v žádné jiné duši se nesešeří večerní, třtinou nasládlé vonné soumraky bambusových bařin a slunečná odpoledne čajových zahrad s takovou důvěrou a zladěností, jako v duších japonských malířek, přece si občas zahřešil. Vnímati a reprodukovati nejtišší zavanutí nálad pavučinovými osnovami jejich duší a nepotrhati při tom jejich harmonie nemotornými svými prsty, nechati se exaltovat několika tušovými skvrnami v zlatém laku a tím delikátním zachycením několika hlavních barev, jež vedle sebe lomeny, dovedou vydychovati všechnu touhu osamělosti, všecky malé žaly a nepatrné nářky dětinsky rozevřených očí – ano – v tom všem hledala jeho touha výrazu.
Cítil jakousi příbuznost s těmi anaemickými bytostmi, které tak příliš dovedly milovati tiché noce s velikými, naivními měsíci a bílými, vzlétajícími kohouty, nanášenými pozorně stříbrným lakem nad větvičky čaje do koptovaných pozadí v několika úderech štětce… Užívaly zvláštních svých barev, několika málo zvláštních tahů štětce, z nichž každý přec dovedl vyjádřiti všecku subtilnost jich miniaturních snů, zachycovati ve větvích roztřesená oblaka vůní a křiky nádherných ptáků, plovoucích po nočních vodách, a jež při tom všem labillovaly na ostří karrikatury – a on líšil se od nich jedině tím, že chtěl užívati místo barev a kontur slov: ztavených v hermetické peci svého zjemnělého slohu.
(Karel Hlaváček – Pseudojaponerie, ze sbírky Pozdě k ránu)